# Ukryta gra
Ukryta gra (ang. The Coldest Game) – polski film sensacyjny z 2019 roku w reżyserii Łukasza Kośmickiego.
Akcja filmu niemal w całości rozgrywa się w pomieszczeniach Pałacu Kultury i Nauki w Warszawie.

## Fabuła
Początek lat 60 XX wieku, okres kryzysu kubańskiego. Amerykańskie tajne służby porywają profesora matematyki i szachistę, Joshuę Mansky’ego (Bill Pullman). Nadużywający alkoholu geniusz ma wziąć udział w pojedynku szachowym przeciwko radzieckiemu mistrzowi Gawryłowowi (Jewgienij Sidichin) na międzynarodowym turnieju w Pałacu Kultury i Nauki w Warszawie. Jednak rywalizacja szachowa jest tylko przykrywką do szpiegowskiej rozgrywki. Profesor J.Mansky ma wykonać decydujący ruch mający powstrzymać nadchodzący konflikt jądrowy.
Film swobodnie nawiązuje do słynnej gry Boris Spasski - Robert Fischer.

## Obsada
- Bill Pullman – Joshua Mansky
- Lotte Verbeek – agent Stone
- James Bloor – agent White
- Robert Więckiewicz – dyrektor PKiN
- Aleksiej Sieriebriakow – generał major Krutow
- Corey Johnson – Donald Novak
- Nicholas Farrell – Moran
- Jewgienij Sidichin[2] – Aleksander Gawryłow
- Cezary Kosiński – John Gift
- Aleksandr Łobanow – adiutant Krutowa
- Wojciech Mecwaldowski – mistrz ceremonii
- Magdalena Boczarska – barmanka
- Phil Goss – barman

## Nagrody
Reżyser filmu, Łukasz Kośmicki, otrzymał Nagrodę Specjalną 44. Festiwalu Polskich Filmów Fabularnych w Gdyni za propozycję doskonale zrealizowanego kina gatunkowego. Ponadto nagrodę za najlepszy montaż zdobyli Robert Gryka, Wolfgang Weigl i Krzysztof Arszennik.